# Variabilichromis moorii
Variabilichromis moorii là một loài cá nước ngọt đặc hữu của vùng Đông Phi. 

## Hình ảnh

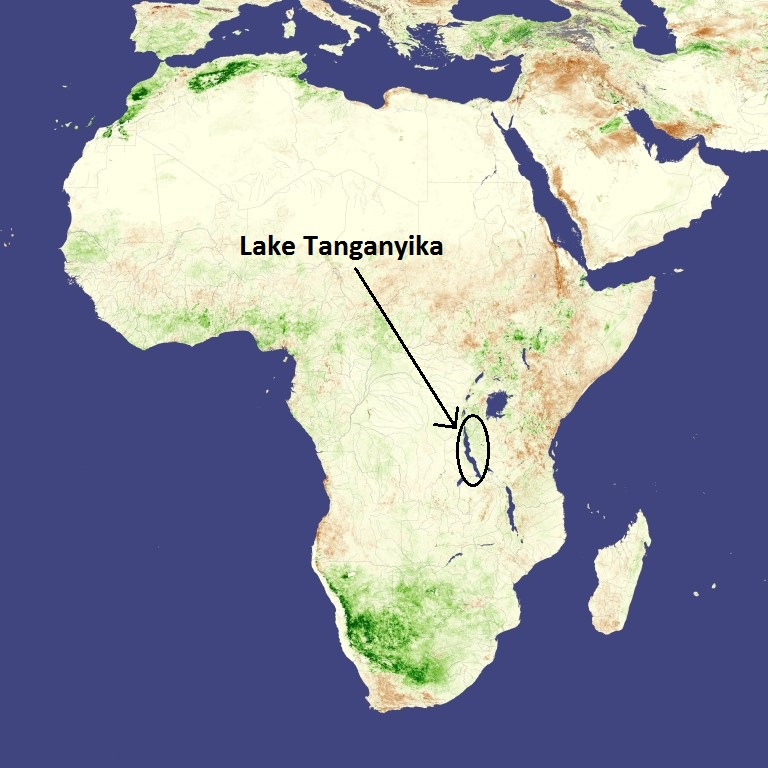
Vị trí vùng hồ Tanganyika ở châu Phi
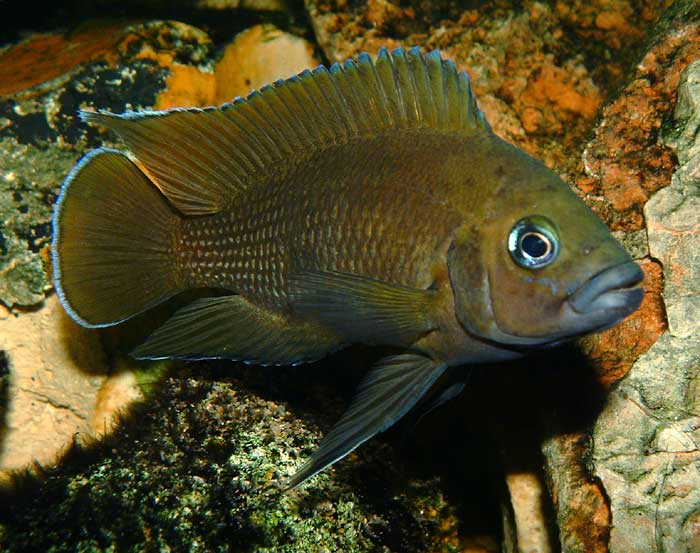
Cá V. moorii trưởng thành, có thể nhìn thấy màu xanh cạnh trên các vây
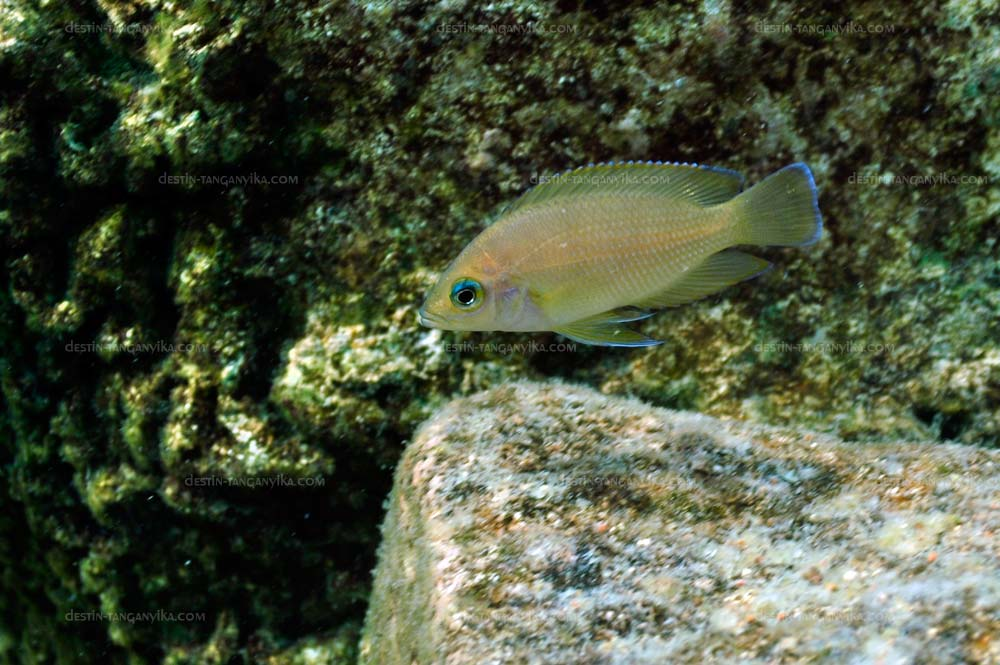
Cá con V. moorii
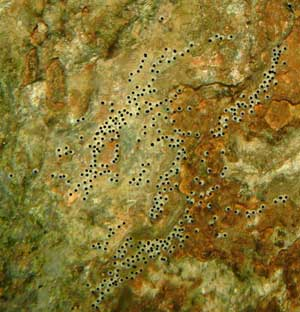
Các noãn trứng cá V. moorii